# Перборат натрия
Перборат натрия — неорганическое соединение,
соль натрия и надборной кислоты кислоты с формулой NaBO3,
бесцветные кристаллы,
растворяется в воде,
образует кристаллогидраты.

## Получение
- Реакция щелочных растворов тетрабората натрия и перекиси водорода:

{\displaystyle {\mathsf {Na_{2}B_{4}O_{7}+4H_{2}O_{2}+2NaOH\ {\xrightarrow {}}\ 4NaBO_{3}+5H_{2}O}}}
- Действие перекисью натрия на раствор борной кислоты:

{\displaystyle {\mathsf {H_{3}BO_{3}+Na_{2}O_{2}\ {\xrightarrow {-8^{o}C}}\ NaBO_{3}+NaOH+H_{2}O}}}
- Реакция метабората натрия и перекиси водорода:

{\displaystyle {\mathsf {NaBO_{2}+H_{2}O_{2}\ {\xrightarrow {}}\ NaBO_{3}+H_{2}O}}}

## Физические свойства
Перборат натрия образует бесцветные кристаллы.
Растворяется в воде и глицерине.
Образует кристаллогидраты состава NaBO3•n H2O, где n = 1 и 4.
Гидрат NaBO3•4H2O плавится в собственной кристаллизационной воде при 57°С, а при 60°С разлагается.

## Применение
- Компонент моющих средств.
- Отбеливатель для шерсти, шелка, соломы.
- Дезинфицирующее средство.
- Компонент зубных порошков, косметических препаратов.